# أل أربور
أل أربور هو لاعب هوكي الجليد كندي، ولد في 1 نوفمبر 1932 في غريتر سودبوري في كندا، وتوفي في 28 أغسطس 2015 في ساراسوتا في الولايات المتحدة.

## وصلات خارجية
- أل أربور على موقع دوري الهوكي الوطني (الإنجليزية)
- أل أربور على موقع EliteProspects.com (الإنجليزية)
- أل أربور على موقع HockeyDB.com (الإنجليزية)
- أل أربور على موقع Hockey-Reference.com (الإنجليزية)
- أل أربور على موقع إن إن دي بي (الإنجليزية)